# Courtney Simpson
Pour les articles homonymes, voir Simpson.
Courtney Simpson, née le 5 septembre 1985 à Mesa en Arizona, est le nom de scène de Courtney Cox, une ancienne actrice pornographique américaine, connue pour avoir été expulsée de l'équipe de pom pom girls de l'Arizona State University pour avoir joué dans un film pornographique (Gina Lynn's Double Dutch) tout en portant l'uniforme de son équipe universitaire.

## Biographie

### Jeunesse
Courtney Simpson a grandi dans une famille pieuse de mormons. Son père, qu'elle appelle sa personne préférée, était un chirurgien dentiste. Elle a été gymnaste pendant dix ans, remportant une compétition nationale aux barres asymétriques. À Mesa, Courtney Simpson a fréquenté les mêmes classes que Samantha Sin. Mais Courtney n'a jamais été amie avec Samantha Sin et réciproquement.
Courtney Simpson avait une moyenne de 4,2 point au lycée, et elle est entrée à l'université d'État de l'Arizona en 2004 avec une bourse universitaire. Elle avait l'intention de se spécialiser dans le journalisme ou dans le marketing. Elle avait aussi l'intention de rester vierge jusqu'au mariage, mais ses amies pom-pom girls de l'équipe de l'Arizona State Sun Devils lui parlaient sans cesse de sexe. Elle a pour la première fois eu des relations sexuelles en octobre 2004, à l'âge de 18 ans.

### Carrière pornographique
Sa vie étudiante où elle cherchait à s'émanciper amenait fréquemment Courtney Simpson à des affrontements avec ses parents. Ces affrontements ont conduit ses parents à arrêter leur soutien financier et Courtney fut obligée de commencer à travailler pour payer ses propres factures.
Courtney Simpson a répondu à des annonces pour poser nue. Elle a d'abord été présenté sur le site web Amateur Allure, puis sur son propre site web, sous le pseudo de Cory Heart. Plus tard elle prit le nom de scène de Courtney Simpson qui est basé sur son propre prénom et le nom de famille de Jessica Simpson, une chanteuse qu'elle aime bien.
En janvier 2005, Courtney a rencontré l'actrice Nicole Brazzle dans un aéroport de Las Vegas. Nicole Brazzle est devenue la manager de Courtney pour son premier film pornographique, en commençant avec Max Hardcore en mars 2005. Les premières scènes, portant sur le sexe anal et l'urolagnie, sont devenues le premier regret de Courtney.
En juillet 2005, Courtney est devenue mécontente de la gestion de Nicole Brazzle, et elle signe un contrat avec une agence de Los Angeles, sur les conseils de Nicole Brazzle. Après que quelqu'un ait laissé une pile de photos pornographiques d'elle sur le seuil de la maison de ses parents, Courtney quitte l'université et déménage en Californie pour jouer dans des films pornographiques à temps plein. Ses parents n'ont approuvé ni son choix de carrière, ni son déménagement, mais ils se sont réconciliés avec elle depuis lors.
En 2006, Courtney tourne son premier long-métrage pour adultes comme premier rôle dans Waterfront 4, une production Wicked Pictures. Elle a été nommée à l'AVN Award 2006 pour la meilleure scène de sexe entre filles.
Son chauffeur est devenu son ami en dehors de l'écran et commence à se produire dans des films pornographiques sous le nom de Jason Cox. Ils ont joué ensemble et avec d'autres personnes. À la fin de sa première année dans l'industrie du film pornographique, Simpson avait joué dans 182 films. En mai 2006, elle a acheté une maison en Arizona avec ses cachets, tout en continuant à vivre à Los Angeles.

### Controverse

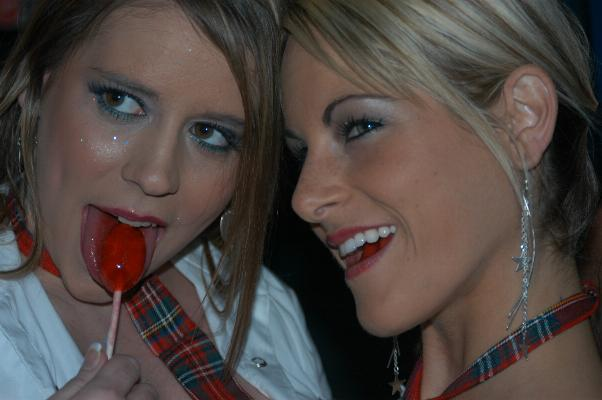
Courtney avec à gauche Nicole Brazzle en mars 2005

Le 2 décembre 2005, le journal The Arizona Republic a rapporté que l'université d'État de l'Arizona a eu recours à toutes les actions en justice qu'ils pouvaient intenter en ce qui concerne une éventuelle violation de marques et propriété intellectuelle sur le film Gina Lynn's Double Dutch. La productrice du film, Gina Lynn, a finalement décidé de changer l'apparence de l'uniforme sur la jaquette de la vidéo en transformant les initiales ASU en USA, et aussi de flouter les uniformes pendant le temps qu'ils sont portés à l'écran.
Courtney a continué le tournage du film au cours de la controverse.

### Retraite
En septembre 2006, Courtney Simpson a annoncé qu'elle ne ferait plus de film avec des scènes hétérosexuelles, afin d'avoir plus de temps pour retourner à l'université et obtenir son diplôme. Elle avait fait plus de 250 films, et a été considérée comme l'une des artistes les plus prolifiques de l'industrie du porno. Et depuis elle a pris sa retraite de la pornographie.

## Filmographie sélective
- 2005 : Pussy Playhouse 10
- 2006 : Women Seeking Women 20
- 2006 : Women Seeking Women 21
- 2006 : Women Seeking Women 22
- 2006 : Women Seeking Women 24
- 2006 : Women Seeking Women 25
- 2006 : Road Queen 2
- 2006 : Road Queen 3
- 2007 : Lesbian Seductions: Older/Younger 10
- 2007 : Lesbian Seductions: Older/Younger 12
- 2008 : Teenage Perverts 2
- 2009 : Older Women, Younger Women: A Look Back 2
- 2010 : Blonde Side
- 2011 : My Sister Fucked My Boyfriend
- 2012 : Hard Core Tory
- 2014 : Cutie Pies 2
- 2016 : MILF Mayhem (II)